# Stereodon tenuirostris
Stereodon tenuirostris là một loài Rêu trong họ Hypnaceae. Loài này được (Bruch & Schimp. ex Sull.) Broth. mô tả khoa học đầu tiên năm 1908.